# Wasp Network - Rede de Espiões
Wasp Network (bra/prt: Wasp Network - Rede de Espiões) é um filme de drama co-produzido internacionalmente em 2019, escrito e dirigido por Olivier Assayas, baseado no livro Os Últimos Soldados da Guerra Fria de Fernando Morais. O filme é estrelado por Penélope Cruz, Édgar Ramírez, Gael García Bernal, Ana de Armas e Wagner Moura. Conta a história real de espiões cubanos em território americano durante a década de 1990.
O filme teve sua estreia mundial no Festival Internacional de Cinema de Veneza em 1 de setembro de 2019. Foi lançado na França em 31 de janeiro de 2020, pela Memento Films, e foi lançado em 19 de junho de 2020 foi lançado internacionalmente pela Netflix.

## Enredo
Em Havana, no início dos anos 1990, o piloto René González deixa sua esposa Olga e sua filha Irma em Cuba para começar uma nova vida nos Estados Unidos. Ele voa secretamente para Miami em um avião roubado (Antonov An-2). González logo se junta a um grupo de exilados cubanos e oponentes de Castro, Irmãos ao Resgate, que operam na Flórida e agem contra o governo cubano por meio de operações militares e também visam desintegrar a indústria do turismo cubano. Eles até sobrevoam o espaço aéreo cubano para entregar panfletos. Uma organização secreta cubana chamada la Red Avispa, ou a "Wasp Network", é dirigida por Gerardo Hernández, também conhecido como Manuel Viramontez.
A Fundação Nacional Cubano-Americana(CANF) e Irmãos ao Resgate não apenas lançam brochuras de propaganda sobre Havana e levam balseros de Cuba para a costa da Flórida, mas também contrabandeiam drogas e armas. Também realizam atividades terroristas em Cuba organizadas por Luis Posada Carriles. Em 1996, dois Cessna Skymaster de Irmãos ao Resgate são abatidos por MiGs cubanos no Mar do Caribe, matando quatro aviadores.
Juan Pablo Roque é outro piloto cubano que desertou nadando até a Base Naval da Baía de Guantánamo e pedindo asilo político. Ele chega a Miami e trabalha como informante do FBI, além de piloto para os Irmãos. Ele compra roupas caras, um Rolex, e se casa com Ana Margarita Martínez. Depois de alguns anos, voa de volta a Havana deixando bem claro que ele era uma toupeira infiltrada em associação anti-Castro.
Depois de meses e muitos procedimentos burocráticos, Olga e sua filha podem deixar Cuba e se juntar a René em Miami. Mas antes da viagem, Viramontez informa Olga que seu marido não é um gusano(verme em espanhol) ou um traidor do regime de Castro, mas sim um herói e um agente da inteligência cubana que se infiltrou no CANF, que ela deve manter em segredo para a segurança de todos eles e da Rede Wasp.
Em El Salvador, em 1997, Raúl Cruz León é recrutado por anti-castristas para colocar bombas C-4 em hotéis de Havana. Um turista italiano morre e no mesmo dia é preso pela polícia cubana. Depois de ser capturado, a organização o abandona à própria sorte.
Finalmente, René González, Manuel Viramontez e toda a Rede Wasp são capturados pelo FBI, todos enfrentam acusações de conspiração para cometer espionagem, conspiração para cometer assassinato, atuação como agente de um governo estrangeiro e outras atividades ilegais nos Estados Unidos e enfrentará longas penas de prisão se for considerado culpado no Tribunal Federal da juíza Joan A. Lenard. Em entrevista Fidel Castro defende a ação dos agentes e seu programa.
Apesar de o FBI se oferecer para reduzir sua pena em troca de informações, René se recusa a cooperar.
Rescaldo
- Olga Salanueva-González foi deportada para Cuba após 3 meses de prisão. Mais tarde, ela se uniu com suas filhas Irma e Ivette e fez campanha para a liberação do marido.
- René González cumpriu 12 anos na prisão. Ele foi solto em 7 de outubro de 2011.
- Gerardo Hernandez, também conhecido como Manuel Viramontez, recebeu 2 sentenças de perpétua. Ele foi liberado como parte de uma troca de espiões de cumprir apenas 15 anos.
- Ana Margarita Martínez processou o governo cubano. Ela recebeu US$27 milhões em danos punitivos. Até hoje, ela arrecabou apenas $200.000.
- Juan Pablo Roque nunca mais foi piloto. Enfrentando problemas de dinheiro, ele vendeu seu Rolex no eBay.
- Raul Cruz León continua cumprindo pena de 30 anos.
- Luis Posada Carriles morreu em 2018 aos 90 anos. Nunca foi processado pelos atentados a bomba em hotéis em Cuba em 1997.

## Elenco
- Penélope Cruz como Olga Salanueva-González
- Édgar Ramírez como René González
- Wagner Moura como Juan Pablo Roque
- Gael García Bernal como Gerardo Hernández/Manuel Viramontez
- Ana de Armas como Ana Margarita Martínez
- Leonardo Sbaraglia como José Basulto
- Nolan Guerra Fernández como Raúl Cruz León
- Osdeymi Pastrana Miranda como Irma González
- Tony Plana como Luis Posada Carriles
- Julian Flynn como PUND's pilot
- Anel Perdomo como Adriana, esposa de Hernández's/Viramontez's
- Julio Gabay como primo do Juan Pablo Roque
- Amanda Morado como Teté
- Carolina Peraza Matamoros as Irma (6 anos de idade)
- Omar Ali como Jorge Mas Canosa
- Adria Carey Pérez como Juíza Joan A. Lenard

## Produção
Em abril de 2017, foi anunciado que Olivier Assayas escreveria e dirigiria a Wasp Network. Baseado no livro de Fernando Morais intitulado "Os Últimos Soldados da Guerra Fria", contaria a história de espiões cubanos em território americano durante a década de 1990. Em maio de 2018, foi anunciado que Pedro Pascal e Édgar Ramírez estrelaria o filme. Em setembro, Penélope Cruz, Wagner Moura e Gael García Bernal foram adicionados ao elenco. Adria Arjona foi adicionada ao elenco em dezembro. Em fevereiro de 2019, Ana de Armas foi escalada.
As filmagens começaram em Cuba em 18 de fevereiro de 2019, e terminaram em 4 de maio de 2019.

## Lançamento
O filme teve sua estreia oficial no Festival de Veneza em 2019. Também foi exibido no Festival Internacional de Cinema de Toronto, o Festival de Cinema de Deauville americano, o Festival Internacional de Cinema de San Sebastián, o Festival de Cinema de Nova Iorque, o Festival de Cinema de Londres, e o Festival de Cinema de Mumbai.
A Netflix adquiriu os diretos de distribuição em janeiro de 2020 e distribuiu-o mundialmente em 19 de junho de 2020.

## Recepção
No site agregador de resenhas Rotten Tomatoes, o filme tem uma taxa de aprovação de 42% com base em 67 resenhas, com uma média ponderada de 5,39/10. O consenso crítico do site afirma: "O elenco talentoso da Wasp Network torna este drama de espionagem difícil de ignorar, mesmo que o mistério no centro de sua história seja muito confuso para seu próprio bem". No Metacritic, o filme tem uma pontuação média ponderada de 54 de 100, com base em 21 críticos, indicando "críticas mistas ou médias".
Nicholas Barber, da BBC, deu ao filme 4 de 5 estrelas, chamando-o de "um thriller divertido e muitas vezes glamoroso em que o sol está sempre brilhando e os atores são todos lindos." Jay Weissberg, da Variety, escreveu: "isso deixa os telespectadores satisfeitos com a bravura da produção cinematográfica e o puro prazer de assistir a este excelente elenco em sua melhor forma, mas também se sentindo enganados". Xan Brooks do The Guardian deu ao filme 3 de 5 estrelas, escrevendo, "O que falta é uma carga emocional e uma textura de granulação fina." David Rooney do The Hollywood Reporter chamou o filme de "um filme grande e bem rodado com um elenco forte e um trabalho de locação impressionante" e "um emaranhado de idas e vindas intermináveis entre muitos personagens, situações e cenários para fazer para uma narrativa satisfatória".